# Neumühle (Schmidthahn)

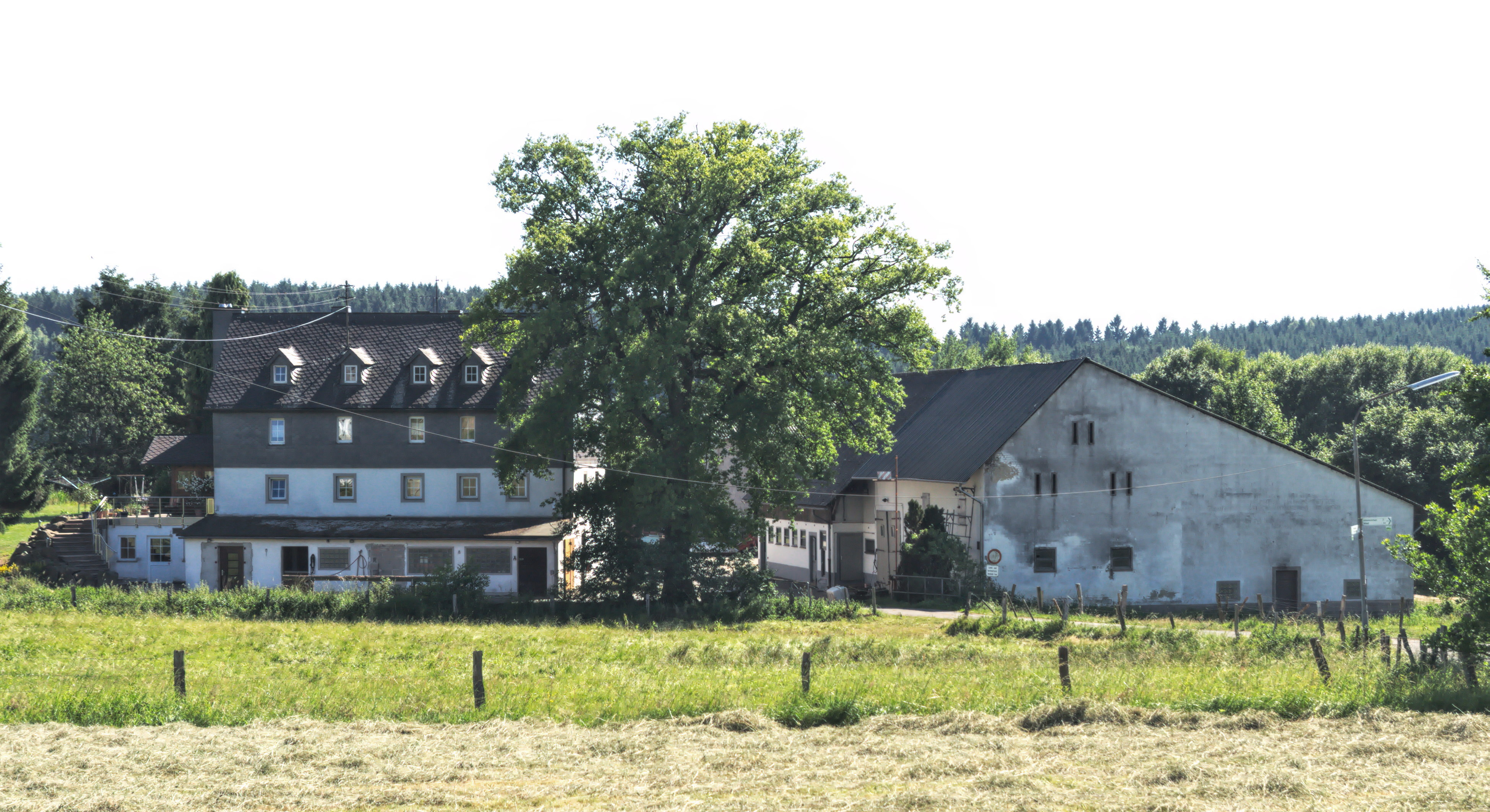
Die Neumühle von Schmidthahn kommend gesehen

Die Neumühle bei Schmidthahn, einem Ortsteil von Steinebach an der Wied, ist eine ehemalige Wassermühle im oberen Westerwald.
Neben der Alten Mühle in Steinebach (Steinebacher Mühle) gab es im Kirchspiel Dreifelden die Neue Mühle (im Dialekt Nôuwmill) in Schmidthahn. Sie ist dabei die erste Mühle am Oberlauf der Wied direkt unterhalb des Dreifelder Weihers. Erwähnt wird die Neue Mühle erstmals 1718, als Johann Adams Tönges von Dreifelden und Johann Peter Frantz von Steinebach den Antrag auf Errichtung einer Schneidmühle stellten. 1733 beantragten die neuen Besitzer den Bau einer Mahl- und Ölmühle. 1740 besaß die Mühle außer einem Schrotgang einen Mahlgang für Weizen. Das damalige Mühlengeschäft litt jedoch an der Grenzziehung, da die Kunden im Sayn-hachenburgischen Raum gehalten waren, in der landeseigenen Nistermühle bei Hachenburg zu mahlen statt im wiedischen Schmidthahn. 1747 ging die Mühle in den Besitz der Landesherrschaft über und wurde verpachtet. Der letzte Pächter, Johann Christ Hachenberg, kaufte sie 1794 zum Preis von 850 Reichstalern. 1783 wurde die Mühle von Grund auf neu gebaut; die Mauersteine bezog man von der Steinebacher Burgruine.
Die Mühle erfüllte als Mahlmühle für Korn und Weizen sowie als Öl- und Schneidmühle mehrere Funktionen. Dazu bediente sie sich dreier Wasserräder, die jedoch wegen der noch kleinen Wied ihr Wasser über einen Mühlenweiher zugeführt bekamen. Wegen der ungünstigen Ertragslage gaben die Besitzer einzelne Betriebszweige nach und nach auf; der Mahlgang für Weizen war schon 1745 nicht mehr in Betrieb, die Schneidmühle bestand 1811 nicht mehr.